# Bryconamericus novae
Bryconamericus novae är en fiskart som beskrevs av Eigenmann och Henn, 1914. Bryconamericus novae ingår i släktet Bryconamericus och familjen Characidae. Inga underarter finns listade.